# شمس‌الدین الشطیبی
شمس‌الدین الشطیبی (عربی: شمس الدين الشطيبي؛ زادهٔ ۱۴ دسامبر ۱۹۸۲) بازیکن فوتبال اهل مراکش است.
از باشگاه‌هایی که در آن بازی کرده‌است می‌توان به باشگاه ورزشی مغرب فاسی، باشگاه فوتبال الکوکب المراکشی، باشگاه فوتبال ارتش سلطنتی مراکش، باشگاه فوتبال الفتح، و باشگاه فوتبال الرجا اشاره کرد.
وی همچنین در تیم ملی فوتبال مراکش بازی کرده‌است.